# 毒霧
毒霧（どくぎり）は、口から霧状のものを吹き付ける東洋系ギミックの日本人プロレスラーがよく使うプロレスの反則行為である。英語圏内ではAsian Mistと呼ばれ、緑の毒霧の場合はグリーン・ミストという。

## 概要
主にヒール系レスラーが用い、口から赤色や緑色などの液体を相手レスラーの顔めがけて噴射して相手の視界を遮る。粉末を用いることもある。液体では有るが凶器による攻撃の一つであり、基本的には反則技である。そのため、レフェリーが目を離した一瞬の隙に技が繰り出されることが多い。攻撃目的以外に、威嚇目的、あるいはパフォーマンスとして使用される。

### 経緯
ザ・グレート・カブキがアメリカ遠征中に試合会場のラバク・テキサスに行く道中、マネージャーのゲーリー・ハートと自身のキャラクターに肉付けするアイディアを話しあった。その際「火はザ・シークが使用しているため、（口から吹くインパクトがあるものとして）他に何かないか?」という話になった。
試合後、シャワーを浴びている際、蛇口が高い位置で固定されていたため、お湯が頻繁に口に入り、思わず天井に向って吹き掛けた所、蛍光灯の光を通してキレイな虹ができたことから「液体を口から吹く」というアイディアが生まれた。
カブキの話では、現在のように攻撃で使うというよりはアメリカ人に不気味なオリエンタルムードを味わってもらうことを第一に考えていた。カブキは当初、いろいろな色の毒霧を試したが、薄暗い会場の中では赤と緑がライトの光を通して一番映えるため、この2色を主に使用していたという。

### 扱い
団体によって、毒霧を反則とみなす団体もあれば「技」として認める団体もある。日本国内では新日本プロレスはグレート・ムタの毒霧で反則をとらないが、TAJIRIがG1に初参戦した際には毒霧を使用しない旨の約束状にサインを強いられ、使用した場合は反則となり、試合終了となっていた。また、カブキが全日本プロレス在籍時も反則となり、試合終了となっていた。WWEやWCWも反則として見なしており、基本的にレフェリーが見ていない所で行うことが多い。

### 仕掛
毒霧をどのようにレスラーが吹いているのかは使用者たちが明らかにしておらず、プロレス界の大きな謎とされていたが、カブキは半引退になった際にゴム風船やコンドームの中に毒霧の素を仕込んでおいて狙った都度、噛み切って吹くということを明らかにしている。緑の毒霧を吹いたその直後、すぐさま赤の毒霧を吹き出すことがあるが、「素早く吹き分けないと口の中で混ざってドス黒い色になる」とカブキは語っている。
過去に一度ムタが試合中、毒霧噴射後に口から何かが落ちてそれを目で追い、レフェリーのタイガー服部が拾おうとした所を制止している場面があり、裏付けとなる唯一の事例となっている。口に含んだままでは呼吸や発声が満足にできないうえ、受けた攻撃の衝撃で吐き出してしまうのでは無いか?という疑問については、実際一度吐き出したことがあるため、以後はコスチュームに隠しておいて使用直前に口に含んでいたとカブキは語っている。
しかしながら、リング上で激しく動いた際に毒霧の素を仕込んである風船状のものが破裂するのではないかという疑問も残り、リング下に隠しておいたり、セコンドに持たせておくなどの説も有力である。どちらにしてもあくまでカブキの証言であり、使用するレスラーの全てがこの手法を取っているかどうかは定かではない。

### 成分
毒霧の成分についてはアンモニア水説、ニンニク説、玉ねぎ説、炭酸水説、食紅説など諸説あるが、公式には明らかにはされていない。例外としてTAJIRIのグリーンミストの主成分は、わさびであることを本人が明かしている。また、鬼神ライガーの毒霧にはタバスコが含まれていたことが明かされている。
吹きかけられた相手は目に染みる、目が焼ける、臭いなどの症状を訴えている。アメリカでは、子供が毒霧を触ったあとに「くさい」と言っている場面が「世界のプロレス」で放送されたことがある。
しかし使い手によってそれぞれ調合が異なっているとされており（プロレススーパースター列伝内ではカブキの毒霧は13種類の毒草や毒キノコの粉末を混ぜ合わせて作るなどと解説されていた）、グレート・ムタの場合は劇薬や毒蛇の毒、果てはウイルス入りといった毒霧まで開発していると公言している。
カブキが半引退になった際、毒霧の成分のヒントで「食物が材料」だということを語っていたことがある。後にカブキは、「チョークを粉末状にしたものを初めに試しているが、（口内で）ベタついてダメだった」と話している。成分に関しても使用するレスラーの全てが統一しているかどうかは定かではない。

## 主な使用者
元祖でもあるカブキの他にも、ギミック上の息子であるムタも同様に毒霧を繰り出す。その後、ECWとWWEで活躍したTAJIRIも受け継いだ。
なお、元祖のカブキが使用者として認めているのはムタとTAJIRIのみである。元祖であるカブキの毒霧は、ただ綺麗に見せることだけを目的としたもの、ムタの毒霧は、噴くタイミングを考えた攻撃としての側面を併せ持つもの、TAJIRIの毒霧（グリーン・ミスト）は、単純に攻撃のためだけのものと解説して攻撃としての毒霧に昇華させたムタを高く評価している。
- ザ・グレート・カブキ
- グレート・ムタ（黒師無双）
- TAJIRI
- キラー・カーン
- ケンドー・ナガサキ
- 天龍源一郎
- 大仁田厚
- ホー・チー・ウィン
- BUSHI
- 鬼神ライガー
- ASUKA
- 鈴木鼓太郎
- リッキー・マルビン
- ライオネス飛鳥
- KAORU
- マイバッハ谷口
- TARU
- 魔流不死
- 愚零斗弧士
- バラモン兄弟
- 尾崎魔弓
- 花月
- 永田裕志
- グレート-O-カーン

## 派生
毒霧と同じ要領で、水や酒など他の液体を吹き付けて目潰し目的の攻撃やパフォーマンスを行うレスラーも数多くいる。水で相手を攻撃するレスラーはGamma、ランス・アーチャー、酒で攻撃するレスラーは矢野通、新井健一郎、金丸義信、美月凛音、などがいる。
トリプルHの場合は、入場時にペットボトルから水を口に含み、エプロンに上がったあと入場曲の特定のタイミングで上空めがけて吹くパフォーマンスをルーティンとしている。上記の水や酒を使用する選手の多くも入場時に液体を吹くパフォーマンスを行う者が多く、ランス・アーチャーは入場時に客席を練り歩きランダムに客に向かって水を吹き付けている。

## エピソード
- カブキは、試合中に誤って飲んでしまったことが何度かあるという。
- 上田馬之助がカブキとの対戦の際に顔にペイントを施して黄色い毒霧を吐いたが慣れていないためか、ただ噴出した感じになっていた[3]。
- ラッシャー木村が全日本プロレス時代の1990年に一度だけ緑の毒霧を天龍源一郎に吐いたことがある。当時は全盛期を過ぎてファミリー軍団での試合が定着していた頃であり、異例の毒霧攻撃であった。試合後、全日本プロレス中継のインタビューで「毒霧はカブキさんからもらったんですか？」と質問されたがノーコメントだった。
- ムタは、パワー・ウォリアー戦で至近距離で放った毒霧をイスを盾にして跳ね返されて自分が毒霧を食らってしまったことがある。
- ムタは、蝶野正洋に首を絞められて毒霧を「操作」されたことがある。
- ムタの代理人でもある武藤は、試合前の記者会見で花粉症に掛かったことを打ち明けて「うまく毒霧が吹けないかもしれないとムタが言っている」と語ったことがある。
- 永田裕志がTAJIRIにグリーン・ミストを喰らってから時折、自身のイメージカラーの青を基調としたブルー・ミストを使うようになった。
- 武藤が語るところによると、潔癖症としても知られる木戸修がムタから毒霧を受けた際に武藤は3日間口を利いてもらえなかったらしい。
- 永田が試合中に自身のブルーミストを誤って飲んでしまい白目を剥いて倒れてしまうというアクシデントが起こった。
- 女子レスラーでは真琴がTAJIRIとタッグを組んだ際に自身のイメージカラーである紫の毒霧を吹いたことがあるが口の中が紫色に染まったため、以降は使っていない。
- 2020年に入ると、新型コロナウイルスの感染拡大が表面化した事から、プロレスでは飛沫感染の温床となり得る毒霧等の使用を自粛する選手も出ており、バラモン兄弟も水を吹く代わりにアルコール消毒液のスプレーを持ち込んで代替している。

## テレビ番組において
2011年7月6日にて、テレビ朝日系列で全国放送された番組「シルシルミシル」でTAJIRIが一般人に対してグリーン・ミストの吹き方を指導した。（毒霧という呼称は用いられなかった。）
番組内ではまず、山形県の高校生から「グリーン・ミストの上手な噴き方」についての質問が紹介された。その後、投稿した高校生の自宅にTAJIRIが実際に向かい、約5時間に渡ってグリーン・ミストの吐き方を直接指導した。
番組内で、TAJIRIは以下のようにコメントしている。
- グリーン・ミストの成分は教えられないが、毒的なものである。
- 今回は一般人に教えるので、本物の毒ではなく練習用の液体を使う。
- グリーン・ミストは自分の体内で生成している。修行の賜物として（ハブのように）自分の毒でダメージを受けることはなくなった。
- 「口を『ズ』の形にする」、「一瞬で吹ききる」、「飛び出す竜をイメージする」、この3つが上手く吹くコツである。
- 一般人が真似をするときは、抹茶ラテ等の飲食物を使用するべきではない。（食べ物と飲み物は粗末にしてはいけないため。）